# Lliga brasilera d'hoquei sobre patins masculina
La Lliga brasilera d'hoquei patins masculina és la competició nacional del Brasil d'hoquei patins. Es disputa des de l'any 1972, si bé algun any deixà de disputar-se, essent l'equip més laurejat el Sertãozinho Hóquei Clube amb 19 títols.

## Palmarès
- 19 títols: Sertãozinho Hóquei Clube
- 5 títols: Sport Club do Recife
- 4 títols: Clube Português do Recife
- 2 títols: Associação Portuguesa de Desportos, Clube Internacional de Regatas, Clube de Regatas Santista, Sociedade Esportiva Palmeiras, Esporte Clube Corrêas i Mogiana Hóquei Clube
- 1 títol: Smar Hóquei Clube

## Historial
- 1972: Clube de Regatas Santista
- 1974: Clube de Regatas Santista
- 1978: Sociedade Esportiva Palmeiras
- 1980: Clube Português do Recife
- 1981: Clube Português do Recife
- 1982: Associação Portuguesa de Desportos
- 1983: Clube Internacional de Regatas
- 1984: Clube Internacional de Regatas
- 1985: Sertãozinho Hóquei Clube
- 1986: Sertãozinho Hóquei Clube
- 1987: Sertãozinho Hóquei Clube
- 1988: Smar Hóquei Clube
- 1989: Sertãozinho Hóquei Clube
- 1990: Sertãozinho Hóquei Clube
- 1991: Sertãozinho Hóquei Clube
- 1992: Sertãozinho Hóquei Clube
- 1993: Sport Club do Recife
- 1994: Sociedade Esportiva Palmeiras
- 1995: Sertãozinho Hóquei Clube
- 1996: Sertãozinho Hóquei Clube
- 1997: Sport Club do Recife
- 1998: Clube Português do Recife
- 1999: Sertãozinho Hóquei Clube
- 2000: Clube Português do Recife
- 2001: Sertãozinho Hóquei Clube
- 2002: Esporte Clube Corrêas
- 2003: Sertãozinho Hóquei Clube
- 2004: Sertãozinho Hóquei Clube
- 2005: Sertãozinho Hóquei Clube
- 2006: Sertãozinho Hóquei Clube
- 2007: Sertãozinho Hóquei Clube
- 2008: Sertãozinho Hóquei Clube
- 2009: Sertãozinho Hóquei Clube
- 2010: Sport Club do Recife
- 2011: Esporte Clube Corrêas
- 2012: Sertãozinho Hóquei Clube
- 2013: Sport Club do Recife
- 2014: Sport Club do Recife
- 2015: Mogiana Hóquei Clube
- 2016: Mogiana Hóquei Clube
- 2017: Associação Portuguesa de Desportos